# 박미산
박미산(朴渼山,  인천~) 본명 박명옥(朴明玉)은 대한민국의 시인이다. 1992년 《문학과 의식》 여름호에 수필이 등단하였고 2006 유심신인문학상 당선과 2008년 세계일보 신춘문예 당선으로 시인으로 등단하였다.시집으로는 "루낭의 지도"(2008년, 서정시학), "태양의 혀"(2014년, 서정시학), "흰 당나귀를 만나보셨나요"(2020, 채문사)가 있다. 2014년 조지훈 창작지원상 수상. 2021년 손곡문학상 수상.   

## 약력
- 인일여자고등학교 졸업
- 한국방송통신대학교 학사
- 고려대학교 비교문학과 석사
- 고려대학교 국어국문학과 박사

## 참고 문헌
- [Why][Welcome to Why?] 詩 쉰 넷, 그녀의 눈물이 피어난다 ,2009년 1월 11일 조선일보 박종인 기자.